# Ying (cognome)
Ying è un cognome cinese.

## Origine e diffusione
"Ying" è la traslitterazione di diversi hanzi, ognuno dei quali corrispondente a un cognome, utilizzati in cinese. Si rifà generalmente a: 
- 英S, YīngP, che significa "astuto", "furbo", "coraggioso" ma anche "foglia", "petalo", "fiore"[5];
- 應T, 应S, YìngP, che significa "rispettare" ma anche "superare", "affrontare";
- 嬴S, YíngP, che significa "vincere";
- 穎T, 颖S, YǐngP, che significa "punta" ma anche "intelligente".

## Persone
- Ying Ruocheng, (英若诚S), attore cinese
- Ying Zheng, (嬴政S), nome alla nascita di Qin Shi Huang, primo imperatore della Cina

## Il nome nelle arti
- Ying è un personaggio del film del 2007 The Love of Siam, diretto da Chookiat Sakveerakul.